# Mātābhānga
Mātābhānga är en ort i Indien.   Den ligger i distriktet Koch Bihār och delstaten Västbengalen, i den östra delen av landet, 1 200 km öster om huvudstaden New Delhi. Mātābhānga ligger 56 meter över havet och antalet invånare är 22 642.
Terrängen runt Mātābhānga är mycket platt. Runt Mātābhānga är det tätbefolkat, med 913 invånare per kvadratkilometer. Mātābhānga är det största samhället i trakten. Trakten runt Mātābhānga består till största delen av jordbruksmark.